# .44 Henry
El .44 Henry, también conocido como .44 Rimfire, .44 Long Rimfire o 11 x 23 R (11 x 23 Rimfire), fue un cartucho de percusión anular que empleaba un casquillo de 23 mm (0,875 pulgadas). El cartucho tenía una longitud de 34 mm (1,345 pulgadas). Monta una bala de 200 o 216 granos, con un diámetro de 11 mm (0,446 pulgadas). Iba cargado con 26 o 28 granos de pólvora negra. El cartucho tenía una velocidad de boca de aproximadamente 343 metros/segundo (1125 pies/segundo), desarrollando una energía de 770 julios (568 pie/libra).

## Historia
El cartucho es llamado así en honor de Benjamin Tyler Henry, un armero estadounidense del siglo XIX. Henry era el supervisor de la New Haven Arms Company, por lo que estaba trabajando en un novedoso fusil y cartucho de percusión anular. El 16 de octubre de 1860, se le otorgó a Henry la patente por el famoso fusil de repetición Henry. Tanto el cartucho como el fusil fueron llamados con el nombre de su inventor.

## Balística
Su bala de 200 granos tiene punta plana. Posteriormente se empleó una bala puntiaguda, con un coeficiente balístico de casi 0,153, que refleja un pobre desempeño a largo alcance. El .44 Henry tiene una trayectoria arqueada, haciendo que sea casi imposible para el tirador promedio impactar un blanco a más de 183 m (200 yardas). Se hicieron comparaciones modernas sobre las características del .44 Henry, usando cartuchos .45 ACP de 200 granos y el .44 Special de 200 granos, aunque estos últimos casi alcanzan la velocidad del fusil Henry al dispararse desde una pistola. El alcance efectivo para combate o piezas de caza de talla pequeña y media estaría muy por debajo de 92 m (100 yardas).

## Empleo militar
El cartucho .44 Henry fue principalmente empleado por el fusil de repetición Henry Modelo 1860. Este fusil fue empleado en la Guerra de Secesión, principalmente por tropas de la Unión. También fue empleado por algunas tropas de la Confederación que capturaron estos fusiles.
Después de la Guerra de Secesión, el cartucho Henry fue empleado durante la Guerra ruso-turca (1877-1878) en los fusiles Winchester Modelo 1866 de las tropas turcas y en la Guerra franco-prusiana por los franceses. 

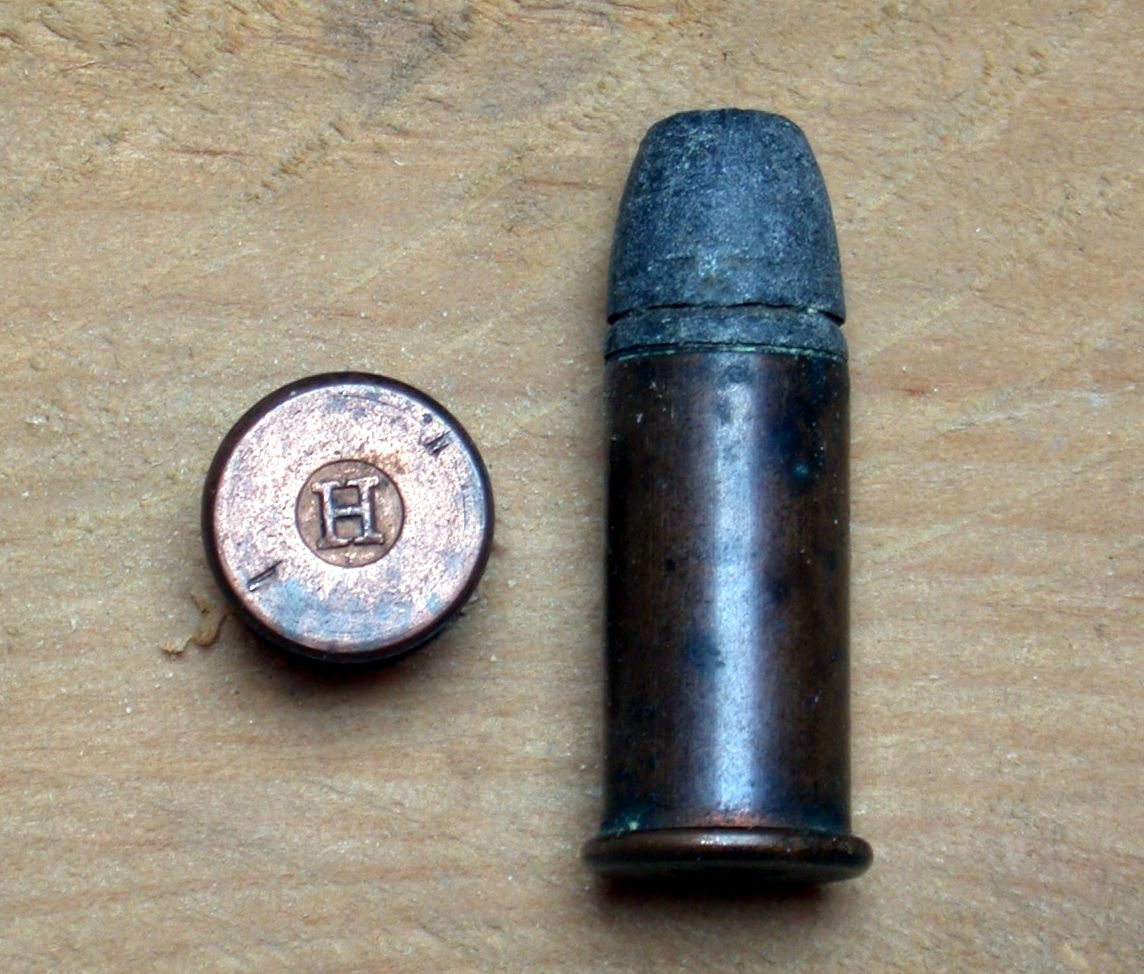
Cartucho .44 Henry con bala de punta plana.

Los fusiles Henry civiles, los fusiles y carabinas Winchester Modelo 1866, los revólveres Smith & Wesson Modelo 3, los revólveres Colt Modelo 1860 Army con tambor alargado y el revólver Colt Modelo 1871/72 “Open Top” empleaban el mismo cartucho. Desde 1875 hasta 1880, Colt produjo 1.873 revólveres Colt Single Action Army que empleaban el cartucho .44 Henry para los propietarios de fusiles Henry y Winchester Modelo 1866.

## Desarrollos posteriores
Originalmente, los casquillos estaban hechos de cobre y después de latón. El cartucho todavía se fabricaba en la década de 1930.
El cartucho .44 Henry fue perfeccionado por George R. Stetson con su U.S. Patent 120403, asignada el 31 de octubre de 1871 a la Winchester Repeating Arms Company. En esta se mencionaba el empleo de balas estriadas y lubricadas, con una mejor forma.